# Klaus Löwitsch

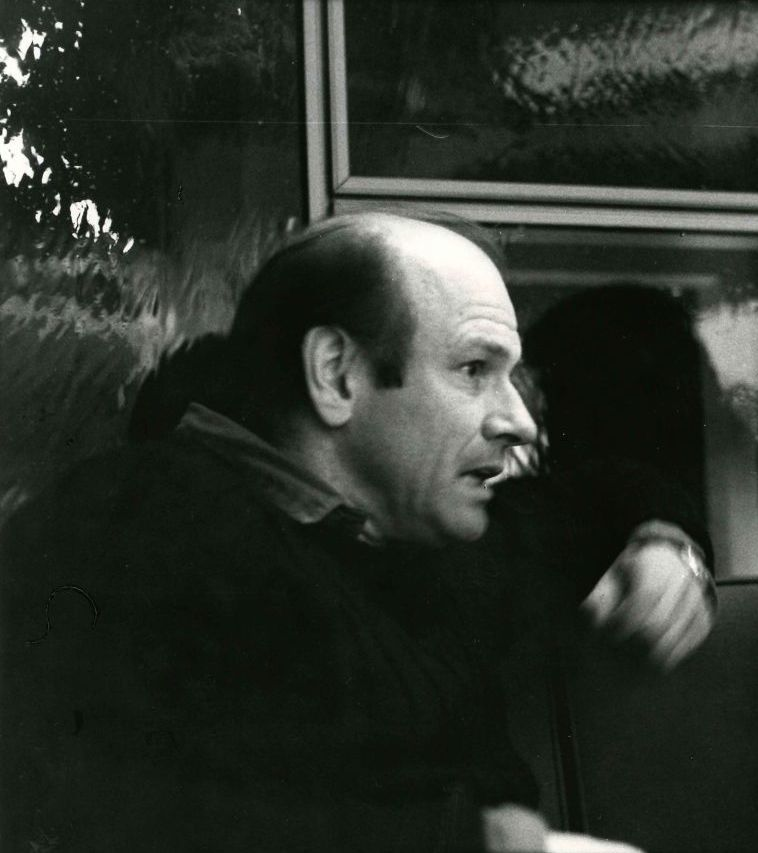
Klaus Löwitsch (1988)

Klaus Löwitsch (* 8. April 1936 in Berlin; † 3. Dezember 2002 in München) war ein österreichisch-deutscher Schauspieler. Er gilt als bedeutender Charakterdarsteller in Film, Fernsehen und auf der Theaterbühne.

## Leben und Wirken
Klaus Löwitsch war der Sohn des österreichischen Architekten Franz Löwitsch (1903–1946) und seiner Ehefrau Friederike, einer Berliner Balletttänzerin. 1946 zog die Familie bleibend nach Wien, wo nach dem baldigen Tod des Vaters der Familienunterhalt zulasten der Mutter ging. Sie eröffnete 1949 (kurzzeitig) eine Lehranstalt für den Unterricht schulpflichtiger Kinder in Gymnastik und in Bewegungsspielen, in der auch ihr Sohn herangebildet wurde. Klaus Löwitsch absolvierte in der Folge eine klassische Tanzausbildung an der Wiener Akademie für Musik und darstellende Kunst. Außerdem studierte er Schauspiel am Max-Reinhardt-Seminar. Seine Karriere begann 1956 mit dem Musical Kiss Me, Kate an der Wiener Volksoper (Rolle: Lucentio). 1956/57 übernahm das Ballett der Wiener Volksoper die umfangreichen Tanzeinlagen in dem Spielfilm Scherben bringen Glück (Regie: Ernst Marischka), was Löwitsch erneut Raum bot, sein Können als Tänzer (und Revuesänger) unter Beweis zu stellen.
Ab 1961 war Löwitsch in Hauptrollen an diversen Theatern in allen deutschsprachigen Ländern zu sehen. Ab 1958 war er in Spielfilmen (Der Pauker) und ab Mitte der 1960er-Jahre auch vermehrt im Fernsehen zu sehen. In der 13-teiligen Serie Üb' immer Treu nach Möglichkeit spielte er an der Seite von Monika Berg erstmals einen jener schicken Ganoven, die er auch in späteren Film- und Fernsehproduktionen gekonnt wiedergab. Von besonderer Bedeutung war für Klaus Löwitsch seine Zusammenarbeit mit Rainer Werner Fassbinder in den 1970er Jahren, so in der Rolle als Hermann Braun in Die Ehe der Maria Braun. Er trat in mehr als 130 Film-und-Fernsehproduktionen auf, zum Beispiel in dem Fassbinder-Film Welt am Draht. Durch dessen Filme wurden auch internationale Filmproduzenten auf Löwitsch aufmerksam. So spielte er neben Jon Voight in Die Akte Odessa und in beiden Teilen von Steiner – Das Eiserne Kreuz neben James Coburn und Richard Burton. In dem Actionfilm Firefox mit Clint Eastwood verkörperte er einen russischen General. Vermehrte Auftritte in Krimiserien wie Tatort, Derrick oder Der Alte sowie seine Rollen als Privatdetektiv in den ARD-Serien Detektivbüro Roth und Hafendetektiv ließen Löwitschs Popularität in den 1980er-Jahren weiter ansteigen. In der Rolle des Peter Strohm galt er als „deutscher James Bond“. Die Serie kam auf 63 Episoden. Für seine darstellerische Leistung in dem Psychodrama Das Urteil erhielt Klaus Löwitsch 1998 den Adolf-Grimme-Preis und den Bayerischen Fernsehpreis. Bereits 1970 war er für Roger Fritz’ Mädchen... nur mit Gewalt mit dem Deutschen Filmpreis als Bester Hauptdarsteller ausgezeichnet worden.
Als Sänger veröffentlichte Löwitsch 1976 eine Schallplatte mit Liebesliedern (Wir leben und wir lieben – Klaus Löwitsch singt Liebeslieder) nach Texten von Hermann Hesse, Federico García Lorca, Shakespeare und anderen. Das nachfolgende Album Narrenprozession (1978) mit Vertonungen von Gedichten Michael Endes gelangte auf Wunsch des Autors – obwohl fertig produziert – nicht in den Handel.
Als Sprecher für Radio-Hörspiele sprach Löwitsch die Rolle des Zaphod Beeblebrox in den ersten Folgen von Per Anhalter durch die Galaxis. Zuvor hatte er bereits als Sprecher an Märchenplatten für Kinder mitgewirkt, z. B. als Neunauge in einer Hörspielbearbeitung des Kinderbuchs Der kleine Wassermann von Otfried Preußler. Als Synchronsprecher lieh er u. a. Richard Jaeckel (Das Ultimatum) und Warren Oates (Ich glaub, mich knutscht ein Elch) seine Stimme. Löwitsch hatte eine Sprecherrolle im Projekt Windows inne, das am 1. Juni 1974 im Herkulessaal der Münchner Residenz zur einmaligen konzertanten Aufführung kam. Die dort gespielten zwei originären Kompositionen Continuo On B.A.C.H. sowie das titelgebende Windows wurden im gleichen Jahr als LP bzw. MC und später als CD als Tonträger des Deep-Purple-Musikers Jon Lord veröffentlicht. Den Sprecherbeitrag von Klaus Löwitsch allerdings (wie auch weiteres mitgeschnittene Material) findet man momentan nur als privaten Mitschnitt einer Ausstrahlung des Senders Bayerischer Rundfunk (BR) auf YouTube.
Eine Zeitlang, zu Beginn der 1990er-Jahre, bekundete Löwitsch seine Sympathie für den FPÖ-Vorsitzenden Jörg Haider, unterstützte dann jedoch später Programmpunkte der PDS.
Im Juni 2001 wurde er vom Amtsgericht Berlin-Tiergarten wegen fahrlässigen Vollrausches (5,15 Promille) zu einer Geldstrafe von 90 Tagessätzen in Höhe von 27.000 DM verurteilt, nachdem er in Berlin-Mitte eine Frau geschlagen und sexuell genötigt hatte. Wegen seines Zustandes konnte er dafür aber nicht strafrechtlich zur Verantwortung gezogen werden. Gegen das Urteil legte Löwitsch zunächst Berufung ein, zog sie jedoch im November 2001 zurück.
Seine letzten Werke und Vermächtnis waren die drei Hörbücher Offenbarung und Untergang (Hörbuchpreis der Universität Tübingen), Ich, Kreatur... und Wittgenstein, eine persönliche Auseinandersetzung mit dem Sinn des Lebens, dem Weg der Menschen und der Schönheit der Existenz.
Klaus Löwitsch war von 1966 bis zu seinem Tod mit der Tänzerin Helga Heinrich (1933–2012) verheiratet. Die Ehe blieb kinderlos. Er starb am 3. Dezember 2002 im Alter von 66 Jahren an Bauchspeicheldrüsenkrebs. Seine Grabstätte befindet sich auf dem Münchner Ostfriedhof (Grab Nr. 88-11-4). Die Grabrede hielt sein Schauspielkollege Dieter Laser.

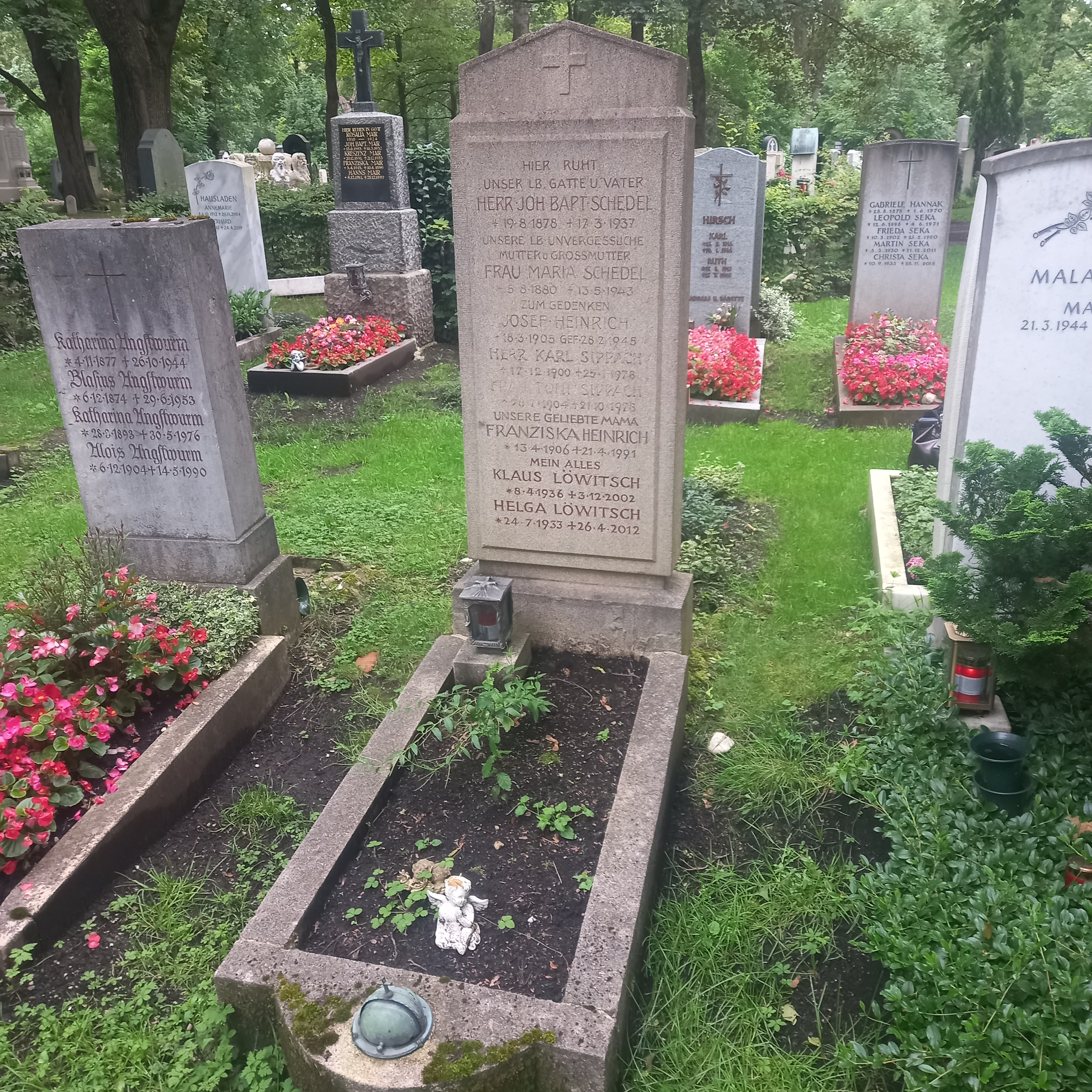
Das Grab von Klaus Löwitsch und seiner Ehefrau Helga geborene Heinrich auf dem Ostfriedhof in München

## Filmografie
- 1956: Wo die Lerche singt
- 1957: Der Jäger von Fall
- 1957: Scherben bringen Glück
- 1957: Träume von der Südsee
- 1958: Der Page vom Palast-Hotel
- 1958: Der Pauker
- 1959: …und noch frech dazu!
- 1960: Eine Frau fürs ganze Leben
- 1961: Schlagerparade 1961
- 1961: Das Donauweibchen (Fernsehen)
- 1961: Höllenangst (Fernsehen)
- 1963: Die wahre Geschichte vom geschändeten und wiederhergestellten Kreuz
- 1963: Die schwarze Kobra
- 1964: Der Hund des Generals (Fernsehen)
- 1964: Lydia muss sterben (Fernsehen)
- 1964: Machenschaften (Fernsehen)
- 1964: Akte Dr. W. (Fernsehserie Das Kriminalmuseum)
- 1965: Geld, Geld, Geld – 2 Milliarden gegen die Bank von England (Fernsehen)
- 1965: Geld kennt keine Grenzen (Fernsehen)
- 1966: Das Etikett (Fernsehserie Das Kriminalmuseum)
- 1966: Italienische Nacht
- 1966: Der Mann aus Brooklyn (Fernsehen)
- 1966: Das Märchen (Fernsehen)
- 1966: Der Gute Mensch von Sezuan (Fernsehspiel)
- 1967: Polizeifunk ruft – Der Pferdenarr
- 1967: Mädchen, Mädchen
- 1967: Heißes Pflaster Köln
- 1967: 10 Kisten Whisky (Fernsehserie Dem Täter auf der Spur)
- 1967: Ein klarer Fall (Fernsehserie Kommissar Brahm)
- 1968: Tag für Tag (Fernsehen)
- 1968: Amerika oder der Verschollene (Fernsehen)
- 1968: Bis zum Happy-End
- 1970: Das Paradeisspiel (Fernsehen)
- 1970: Mädchen mit Gewalt
- 1970: Eine Kugel für den Kommissar (Fernsehserie Der Kommissar)
- 1970: Pioniere in Ingolstadt (Fernsehen)
- 1971: Das Messer (Fernsehdreiteiler)
- 1972: Händler der vier Jahreszeiten
- 1972: In Schönheit sterben (Fernsehserie Dem Täter auf der Spur)
- 1972: Das Hundeorakel (Fernsehserie Pater Brown)
- 1972: Wildwechsel
- 1972: Acht Stunden sind kein Tag (Fernsehserie)
- 1972: Kein Hafer für Nicolo (Fernsehserie Dem Täter auf der Spur)
- 1972: Vorsicht – Schutzengel! (Fernsehserie Sonderdezernat K1)
- 1973: Eine egoistische Liebe (Fernsehen)
- 1973: Desaster (Fernsehen)
- 1973: Welt am Draht (Fernsehzweiteiler)
- 1973: Die blutigen Geier von Alaska
- 1973: Libero (Dokumentarfilm)
- 1973: Schloß Hubertus
- 1973: Nora Helmer (Fernsehen)
- 1974: Jähes Ende einer interessanten Beziehung (Fernsehserie Der Kommissar)
- 1974: Der Jäger von Fall
- 1974: Die Akte Odessa (The Odessa File)
- 1974: Zwei himmlische Dickschädel
- 1974: Drei Brüder (Fernsehserie Der Kommissar)
- 1974: Tatort: 3:0 für Veigl
- 1975: Fährt der Zug nach Italien? (Fernsehserie Der Kommissar)
- 1975: Die Wahl (Fernsehen)
- 1975: Der aufsehenerregende Fall des Studienrats Adam Juracek
- 1975: Fluchtversuch
- 1975: Unternehmen Rosebud (Rosebud)
- 1975: Hoffmanns Höllenfahrt (Fernsehserie Derrick)
- 1976: Schatten der Engel
- 1976: Urlaub für Harry Krausch (Fernsehserie Eurogang)
- 1977: Steiner – Das Eiserne Kreuz
- 1977: Schreiben Sie Ihrem Bundestagsabgeordneten (Fernsehen)
- 1978: Auf den Hund gekommen (Fernsehen)
- 1978: Despair – Eine Reise ins Licht
- 1978: Die Ehe der Maria Braun
- 1979: Steiner – Das Eiserne Kreuz, 2. Teil
- 1979: Kommandounternehmen Teufelsinsel (Pakleni otok)
- 1979: Tatort: Die Kugel im Leib
- 1979: Nach Kanada (Fernsehserie Der Alte)
- 1979: St. Pauli-Landungsbrücken: Rio
- 1980: Exil (Fernsehsiebenteiler)
- 1980: Desideria (Desideria: La vita interiore)
- 1980: Sportpalastwalzer (Fernsehserie Der Alte)
- 1981: Die Rache eines V-Mannes (Fernsehserie Sonderdezernat K1)
- 1981: Mit dem Wind nach Westen (Night Crossing)
- 1982: Tatort: So ein Tag …
- 1982: Firefox
- 1983: Detektivbüro Roth (Fernsehserie)
- 1983: Die Krimistunde (Fernsehserie, Folge 7, Episode: „Knopfdruck für einen Chinesen“)
- 1983: Tatort: Der Schläfer
- 1983: Die goldenen Schuhe (Fernsehfünfteiler)
- 1984: Eine Art von Zorn (Fernsehen)
- 1984: Kaminsky
- 1985: Tatort: Acht, neun – aus!
- 1985: Hart an der Grenze (Fernsehen)
- 1985: Gotcha! – Ein irrer Trip (Gotcha)
- 1986: Sein erster Fall (Fernsehserie Der Alte)
- 1986: Ein eiskalter Hund (Fernsehserie Derrick)
- 1987: Der Schatz im All (L’isola del tesoro) (Fernseh-Miniserie)
- 1987–1991: Hafendetektiv (Fernsehserie)
- 1989: Exil
- 1988–1996: Peter Strohm (Fernsehserie)
- 1991–1992: ZORC – der Mann ohne Grenzen (Fernsehserie)
- 1992: Allein gegen die Mafia (La Piovra)
- 1997: Napoleon Fritz (Fernsehen)
- 1997: Das Urteil (Fernsehen)
- 1999: Ein Mann wie eine Waffe (Fernsehen)
- 1999: Die Straßen von Berlin – Das rote Pulver (Fernsehen)
- 2000: Duell am Abgrund – Die Bergwacht im Einsatz (Fernsehen)
- 2001: Mayday! Überfall auf hoher See (Fernsehen)
- 2001: Was tun, wenn’s brennt?
- 2001: Feindliche Übernahme – althan.com
- 2002: Extreme Ops

## Auszeichnungen
- 1970: Deutscher Filmpreis als Bester Hauptdarsteller für Mädchen... nur mit Gewalt
- 1998: Adolf-Grimme-Preis für Das Urteil
- 1998: Bayerischer Fernsehpreis für Das Urteil